# Marabu păros
Marabu păros (Leptoptilos javanicus) este o specie de păsări picioroange din familia  Ciconiidae.  

## Descriere
Maraboul păros este o pasăre foarte mare; măsoară 87-93 cm în lungime, cântărește de la 4 la 5,71 kg și are o înălțime de aproximativ 110-120 cm. În ciuda acestui fapt, este cel mai mic reprezentant al genului Leptoptilos. Spatele și aripile sale sunt negre, dar abdomenul și partea inferioară a cozii sunt albe. Capul și gâtul sunt golașe au câteva pene împrăștiate, asemănătoare părului. Minorii sunt o versiune asemănătoare adultului, dar au mai multe pene la ceafă.

## Ditribuție
Specia este răspândită în Asia, unde se reproduce din estul Indiei până în sudul Chinei și Java.